# Robert Jay Lifton
Robert Jay Lifton (Brooklyn, New York, 1926 május 16. –) amerikai pszichiáter, szociálpszichológus és író, főképp a háború és politikai erőszak okaival és hatásaival kapcsolatos tanulmányairól és a gondolatreformról szóló elméletéről ismert. A „psychohistory” (pszichotörténelem, illetve pszichológiai történelem) technikáinak egyik első támogatója.

## Holokauszttal kapcsolatok tanulmányok
A holokauszt egy ismert kutatója és nemzetközileg elismert író, művei közé tartoznak a „The Nazi Doctors: Medical Killing and the Psychology of Genocide” (A náci orvosok: orvosi mészárlás és a népirtás pszichológiája) és „The Genocidal Mentality: Nazi Holocaust and the Nuclear Threat” (A népirtó mentalitás: náci holokauszt és a nukleáris veszély). Azt állítja, hogy ami a boszniai muzulmánokkal történt, jó ok a népirtás szó használatára. Nobej-díjas, Holokauszt emlékdíjas, Gandhi-békedíjas. Az 1960-as évek óta Dr. Lifton nemzetközileg elismert népirtáskutató, 1993-ban a következőket nyilatkozta: „Ami Boszniában történik, feljogosít minket a népirtás szó használatára. Szisztematikusan akarnak elpusztítani egy egész embercsoportot. A szerb nacionalisták ezt úgy fogják fel, mint úgynevezett etnikai tisztogatás. Ez a fogalom tömeges gyilkolást és tömeges kitelepítést jelent, ezt pedig maga a népirtás.”
2006-ban Lifton megjelent egy szektákról szóló dokumentumfilmben a History Channel-en, melynek címe „Decoding the Past” (a múlt kódjának megfejtése) pszichiáter kollégájával, Peter A. Olsson-nal.

## Életútja
Lifton New York Brooklyn negyedében született, 1926-ban. Apja Harold A és anyja Ciel (Roth) Lifton. Tizenöt éves volt, amikor az USA hadat üzent Japánnak és a náci Németországnak (1941 decembere). A Cornell University-n és New York Medical College-ben gyógyszerészetet tanult, 1948-ban diplomázott. Brooklyn zsidó kórházában dolgozott gyakornokként 1948-49-ben és pszichiátriai végzettségét a Downstate Medical Center-ben szerezte meg Brooklynban 1949-51-ben. 1951-től 1953-ig a légierő pszichiátere volt Japánban és Koreában, amit később a háború és politika iránti érdeklődésének tulajdonított. Utána tanárként és kutatóként dolgozott a Washington School of Psychiatry-ban, a Harvard Egyetemen és a John Jay College of Criminal Justice-ben, ahol segített pénzt gyűjteni az Emberi Erőszak Tanulmányi Központnak.
1952-ben Betty Jean Kirschner-rel házasodott össze, 2 gyermekük született. Lifton hobbija a képregényrajzolás. Két könyve is megjelent, melyben madarakról szóló humoros képregények vannak.
A Collegion International tagja. Ez egy olyan szervezet, melynek politikai, tudományos és etikai szakértelmű vezetők a tagjai, akiknek célja az, hogy új megközelítéssel és módszerekkel próbálják a békés, igazságos és gazdaságilag stabil világ előtt álló akadályokat leküzdeni.

## A Wellfleet Psychohistory Group
Az 1960-as években Robert Jay Lifton, mentora Erik Erikson és az MIT történésze, Bruce Mazlish egy új csoportot alapítottak, hogy a pszichológiát és pszichoanalízist a történelem kutatására fordítsák. A találkozók Lifton otthonában folytak Welfleet-ben, Massachusetts-ben. A Wellfleet Psychohistory Group nevet kapták és a közelmúltbéli történelemben folyó háború, terrorizmus és népirtás pszichológiai motivációját kutatták. 1965-ben szponzorukká vált az American Academy of Arts and Sciences, hogy külön tudományággá fejleszthessék a psychohistory-t. Egy kutatásgyűjteményt jelentetett meg a csoport 1975-ben Explorations in Psychohistory: The Wellfleet Papers (Felfedezések a pszichotörténelemben: a wellfleet-i papírok) címmel.
Lifton e téren folytatott kutatásaira nagy hatással voltak Erikson Hitlerrel és más politikai személyekkel kapcsolatos tanulmányai és Sigmund Freud foglalkozása a mélyen-gyökerező „hajtóerők” szociális hatásaival, különösen a halálhoz való hozzáállás.

## Gondolatreform elmélete
Lifton megvizsgálta azokat a pszichológiai eljárásokat, melyeket a koreai háborúból visszatérő amerikai hadifoglyok ellen használtak. 1961-es könyve, a Thought Reform and the Psychology of Totalism: A Study of "Brainwashing" in China (Gondolatreform és a totalizmus pszichológiája: tanulmány a kínai „agymosásról”) azon kényszerített technikákról szólt, melyet ő „gondolatreformnak” vagy „agymosásnak” nevezett, de leginkább az előbbi kifejezést használta. Mások „mind control”-nak (agykontroll vagy agy-irányítás) nevezték. Lifton részletesen elmagyaráz 8 módszert, mellyel állítása szerint emberek gondolkodását változtatták meg beleegyezésük nélkül:
- Miliő (kulturális vagy szociális környezet) kontroll – információ és kommunikáció irányítása
- Misztikus manipuláció – olyan tapasztalatok manipulációja, melyek spontánnak tűnnek, de valójában előre meg voltak tervezve
- Tisztaság követelése – a világot feketén és fehéren mutatják be, a tagokat pedig arra serkentik, hogy egy adott csoporthoz illeszkedjenek és a tökéletességre törekedjenek
- Gyónás – a bűnök, melyeket a csoport határoz meg, s a melyeket meg kell gyónni egy adott személynek vagy a tömegnek
- Szent tudomány – a csoport doktrínája vagy ideológiája a legvégső és megkérdőjelezhetetlen Igazság
- Nyelv feltöltése – a csoport úgy interpretál vagy használ szavakat vagy kifejezéseket, ahogyan a külső világ nem értené
- Doktrína a személy felett – a tag személyes tapasztalatai a szent tudomány alá vannak rendelve, és meg kell tagadni vagy újra kell interpretálni őket, hogy beilleszkedjenek a csoport ideológiájába
- Létezés szétosztása – a csoportnak előjoga van eldönteni, hogy kinek van joga létezni és kinek nincs

Az „agymosással” kapcsolatos gyakori hiedelemmel ellentétben Lifton azt állította, hogy az efféle kényszerítés csak a rövidtávú viselkedésre van hatással vagy általános neurózist okoz, de véglegesen nem tudja átalakítani az emberek meggyőződéseit vagy személyiségét. Margaret Singer és Steven Hassan pszichológusok később lazább formában átvették elméleteit és használták a „totalizmus” és „gondolatreform” kifejezéseket bizonyos vallásoknál és más csoportoknál.
Az American Sociological Association (Amerikai Szociológiai Társaság) azt állította, hogy ezen kutatások nem tudományosan helytállóak, de nem tagadták meg Lifton munkáit. Az American Psychological Association azt állítja, hogy nincs még egyértelmű konklúzió.
A „thought-terminationg cliché” (gondolatmegsemmisító klisé) szót Lifton népszerűsítette e könyvében.

## Háborút és atrocitást túlélőkkel kapcsolatos tanulmányok
Legismertebb könyvei: 'Death in Life: Survivors of Hiroshima' (Halál az életben: Hiroshima túlélői - 1967); Home from the War: Vietnam Veterans—Neither Victims nor Executioners (Hazatérés a háborúból: Vietnámi veteránok – sem áldozatok, sem hóhérok - 1973), and The Nazi Doctors: Medical Killing and the Psychology of Genocide (A náci orvosok: orvosi gyilkolás és a népirtás pszichológiája - 1986) a mentális alkalmazkodásról szólnak, melyen az emberek szélsőséges háborús körülmények közt mennek át atrocitásuk túlélőiként és okozóiként. Lifton mindegyik esetnél azt állította, hogy a szellemi fragmentáció, melyen az alanyok átestek egy szélsőséges alakja a patológiáknak, melyek békeidő során lépnek fel a modern társadalom félelme miatt.
A személyesen és csoportosan háborús bűnöket elkövetett személyekkel kapcsolatos tanulmányai arra jutottak, hogy az emberi természet nem születéstől fogva gonosz vagy rossz szándékú, és csupán ritka szociopaták vesznek részt atrocitásokban hosszú ideig tartó érzelmi sérülés nélkül. Ezen bűnök megtörténéséhez nincs szükség adott fokú személyes gonoszságra vagy mentális betegségre, szinte biztos, hogy adott körülmények közt megtörténnek (vagy véletlenül, vagy szándékosan). Lifton ezeket „atrocitás-előidéző helyzeteknek” hívta. „A náci doktorok” volt az első részletes tanulmány arról, hogy az orvosi szakértők hogyan racionalizálták részvételüket a holokausztban, a T-4 Eutanázia Program-tól a haláltáborokig.
A hiroshimai és vietnámi tanulmányokban Lifton arra jutott, hogy a személyes megsemmisülés érzése, melyet sokan átéltek miután tömeges szintű halál és pusztítás szemtanúi voltak, egy újabb fajta érzelmi rugalmassághoz vezethet – de a megfelelő kezelés és támogatás nélkül a legtöbb túlélő a valótlanság és a bűntudat csapdájában maradna. A vietnámi veteránokkal végzett munkája során Lifton az elsők között szervezett olyan csoportterápiákat, ahol mentális betegségek szakértői találkozhattak veteránokkal. Lobbizott, hogy belefoglalják a „post-traumatic stress disorder”-t (poszt-traumatikus stressz rendellenesség) a Diagnostic and Statistical Manual of Mental Disorders-be (Mentális zavarok diagnosztikai és statisztikai kézikönyve).

## Elméletek a totalitarianizmusról és a változatos énről
A totalitarianizmus egy olyan szó, mely a Thought Reform-ban (Gondolatforradalom) szerepelt először. Lifton kifejezése azon ideológiai mozgalmakra és szervezetekre vonatkozik, melyek az emberi viselkedés és gondolkodás teljes egészét irányítani akarják. (Lifton kifejezése nem egyenlő a totalitarianizmus politikai fogalmával, mert állami hatalommal nem rendelkező dolgokra is használható.) Lifton véleménye szerint ezen próbálkozások mindig megbuknak, de egy közös sémát követnek és előre kiszámítható módon okoznak kárt személyekben és közösségekben. Két általános jellegű indítékot vél látni a totalitariánus mozgalmakban: a halál félelme és megtagadása, melyek bűnbakként kiszemelt csoportok elleni erőszakba vezetnek, mert metaforikusan fenyegetik a túlélést; ill. a társadalmi változástól való reakciós félelem.
Későbbi munkáiban Lifton arra fókuszált, hogy definiálja azt a változást amely a totalizmus ellen van, ezért bevezette a "the protean self" (a változatos én) fogalmát. Az erről elnevezett könyvében azt állítja, hogy egy sokoldalú személyiség pozitív tendencia a modern társadalmakban, és hogy a mentális egészséghez új szükséglet a „folyamatos felfedezés és személyes kísérletezés”, melyhez szükséges a tisztán relativista társadalomszemlélet növekedése, mely képes elhagyni az előzőleg létrehozott kultúrákat és tradíciókat.

## A modern háború és a terrorizmus kritikája
Hiroshimai túlélőkkel folytatott munkáját követően Lifton erős ellenzője lett az atomfegyvereknek, mert állítása szerint az atomháborús doktrína még a tömeges népirtást is elképzelhetővé tette. Bár nem volt szigorúan pacifista, az USA katonai akciói ellen sokszor szólt, főképpen a vietnámi és iraki háborúk idején, mert állítása szerint azok a félelem által ihletett irracionális és agresszív amerikai politika miatt indultak.
Lifton a jelenleg folyó „War on Terrorism”-t (terrorizmus elleni háború) is kritizálta, mert szerinte ez csak egy eltévelyedett és veszélyes kísérlet az összes „sérülési lehetőség” elpusztítására. Ennek ellenére a terrorizmust egy veszélyes dologként tartja számon a totalista eszmék és a nukleáris és kémiai fegyverek használatának elburjánzása miatt. 1999-ben közreadott könyvében, melynek címe Destroying the World to Save It ("A világot elpusztítani hogy megmentsük"), az Aum Shinrikyo nevű apokaliptikus terrorista szektát említi az „új globális terrorizmus” előfutáraként.

## Tudományos előadás
2008 május 18-án Lifton tartotta a székfoglaló beszédet a Sonehill College-ben a látszólagos „Superpower Syndrome” (nagyhatalom szindróma) jelenségről, amelyet az USA-ban tapasztalt a modern korban.

## Magyarul megjelent művei
- The Nazi doctors (magyar) – Náci orvosok: az orvosi eszközökkel történő emberölés és a fajirtás lélektana / Robert Jay Lifton ; [ford. Sebők Attila]. Pécs : Alexandra, [1997]. 542 p. ISBN 963-367-335-6
- Náci orvosok. Az orvosi eszközökkel történő emberölés és a fajirtás lélektana; ford. Radnai Csaba, Jankovits László; Alexandra, Pécs, 1998